# Union catholique belge
 (juillet 2022).
La mise en forme du texte ne suit pas les recommandations de Wikipédia : il faut le « wikifier ».
Les points d'amélioration suivants sont les cas les plus fréquents :
- Les titres sont pré-formatés par le logiciel. Ils ne sont ni en capitales, ni en gras.
- Le texte ne doit pas être écrit en capitales (les noms de famille non plus), ni en gras, ni en italique, ni en « petit »…
- Le gras n'est utilisé que pour surligner le titre de l'article dans l'introduction, une seule fois.
- L'italique est rarement utilisé : mots en langue étrangère, titres d'œuvres, noms de bateaux, etc.
- Les citations ne sont pas en italique mais en corps de texte normal. Elles sont entourées par des guillemets français : « et ».
- Les listes à puces sont à éviter, des paragraphes rédigés étant largement préférés. Les tableaux sont à réserver à la présentation de données structurées (résultats, etc.).
- Les appels de note de bas de page (petits chiffres en exposant, introduits par l'outil «  Source ») sont à placer entre la fin de phrase et le point final[comme ça].
- Les liens internes (vers d'autres articles de Wikipédia) sont à choisir avec parcimonie. Créez des liens vers des articles approfondissant le sujet. Les termes génériques sans rapport avec le sujet sont à éviter, ainsi que les répétitions de liens vers un même terme.
- Les liens externes sont à placer uniquement dans une section « Liens externes », à la fin de l'article. Ces liens sont à choisir avec parcimonie suivant les règles définies. Si un lien sert de source à l'article, son insertion dans le texte est à faire par les notes de bas de page.
- La présentation des références doit suivre les conventions bibliographiques. Il est recommandé d'utiliser les modèles {{Ouvrage}}, {{Chapitre}}, {{Article}}, {{Lien web}} et/ou {{Bibliographie}}. Le mode d'édition visuel peut mettre en forme automatiquement les références.
- Insérer une infobox (cadre d'informations à droite) n'est pas obligatoire pour parachever la mise en page.

Pour une aide détaillée, merci de consulter Aide:Wikification.
Si vous pensez que ces points ont été résolus, vous pouvez retirer ce bandeau et améliorer la mise en forme d'un autre article.
L’Union catholique belge est un ancien parti politique belge créé en 1921, à la suite de la scission de la Fédération des cercles catholiques et des associations conservatrices. Elle est dissoute en 1936 sous la pression du Mouvement flamand pour faire place au Bloc catholique.
L’adhésion à l’UCB était indirecte.

## Contexte
L'unionisme prend fin avec la création du parti libéral en 1846<[réf. souhaitée]. C'est durant les années 1863 à 1879 que les catholiques s'éveillent à la vie publique avec la création de la Fédération des cercles ouvriers catholiques belges en 1869, qui est dénommée le "parti catholique"[réf. souhaitée]. Ils se constitueront en parti conservateur, afin de se défendre et plus particulièrement de défendre le respect des libertés religieuses et ce, par des moyens politiques. Jusqu'en 1863, celui-ci manque de définir son programme et c'est grâce au Congrès de Malines (1863) que le parti évolue en démontrant que l'église peut être perçue au travers de divers horizons tels que social et international face à d'autres partis anticléricaux. Cela étant interprété comme soutien, Léopold 1er précisera dans des lettres que la Belgique monarchique est fidèle à l'Église et c'est en Flandres que de nombreux électeurs soutiendront le parti catholique. Notamment, lors de leur victoire aux élections de 1884. Ils avaient espoir en leur but de préserver l'unionisme et de défendre la Constitution tout en garantissant le bien commun. "Le parti catholique belge a pu permettre de contribuer à maintenir la religion dans le pays en défendant la liberté d'enseignement et celle d'association" avec une législation opposée aux libéraux.

## Naissance
Le 29 août 1921, durant l'Entre-deux-guerres et à la suite de la scission de la Fédération des cercles catholiques et des associations conservatrices, autrement dénommée, le parti catholique, le parti politique belge se réorganise et prend le nom d'Union catholique belge, "sous la pression du syndicalisme chrétien et du suffrage universel". De 1922 à 1933, le Président du parti est le baron, Charles Gillès de Pélichy.

## Constitution
En 1932, le Conseil Général de l'Union catholique belge votait la réorganisation du parti. Elle était constituée de différents "standen", autrement dit, des "états sociaux".
- LNTC/ACW : Ligue nationale des Travailleurs chrétiens / Algemeen Christelijk Werkersverbond. Ce mouvement regroupe les syndicats chrétiens, les cercles ouvriers et les coopératives. C’est l’aile gauche du parti qui reflète les préoccupations ouvrières et sociales de celui-ci.
- AAB/BBB : Alliance agricole belge / Belgische Boerenbond.  Ce mouvement représente le monde rurale et il est composé d'agriculteurs.
- FNCCM/CLBM : Fédération nationale chrétienne des Classes Moyennes / Christelijke Landsbond van de Belgische Middenstand.
- FCC/FKK : Fédération des Cercles catholiques et des associations conservatrices / Federatie der Katholieke Kringen en de conservatieve verenigingen. Ce groupe est composé de l'élite bourgeoise et aristocratique. C'est l'aile droite (conservatrice) du parti.

Le principe de la collaboration des classes réunit donc : 
- Les intellectuels et la bourgeoisie ;
- La classe moyenne ;
- Les agriculteurs ;
- Les ouvriers[10].

Sur le plan organisationnel, l'Union catholique belge était composée d'un conseil général et d'un bureau. Le conseil général comprenait des représentants de chaque "standen" et élisait le Bureau qui réunissait neuf personnalités. Le président était élu chaque année parmi les quatre "standen" du parti.

## Programme
Les membres de l'Union catholique belge espèrent que tous les citoyens qui se soucient de l'avenir du pays réussiront à s'unir pour soutenir leur politique. Ils veulent satisfaire toutes les classes de citoyens en respectant les règles de droit, la justice et la paix intérieure. Plus important encore, ils ne veulent pas d'une lutte des classes. Leur programme concerne plusieurs thèmes : 
- Défendre les libertés et droits des citoyens en matière religieuse ;
- Politique extérieure : assurer l'entente avec les pays qui ont répondu à l'agression allemande, obtenir des compensations pour les pertes de guerre de l'Allemagne et maintenir la paix ;
- Militaire : porter le plus haut possible le niveau d'effort que l'armée belge peut fournir en temps de guerre, assurant ainsi la formation d'un nombre suffisant de soldats ;
- Éducation : égalité devant les pouvoirs publics dans les établissements d'enseignement et maintien des cours religieux et moraux ;
- Linguistique : chacun est libre de choisir la langue qu'il souhaite parler, les différentes langues doivent avoir un statut égal dans tous les domaines (sauf pour les fonctions publiques) ;
- Politique : suffrage universel pour les hommes et les femmes à tous les niveaux ;
- Économique : liberté de commerce et recours aux mesures douanières uniquement si c'est demandé par d'autres pays ;
- Financière : nécessité de mettre en place une politique économique et opposition à toute taxe qui découragerait l'épargne ou l'entrepreneuriat ;
- Sociale : les emplois sont le capital le plus précieux et la législation existante doit être améliorée autant que possible. Il faut augmenter le logement bon marché, fournir des logements aux travailleurs et maintenir une population agricole suffisante. Il faut aider les classes moyennes en encourageant l'initiative privée ou en améliorant la législation les concernant ;
- Établir des mesures pour les blessés de guerre ;
- Mettre en place une politique pour les familles nombreuses ;
- Faire les progrès nécessaires dans tous les domaines ;
- Et enfin, maintenir l'harmonie entre les citoyens[12].

Le 29 septembre 1935, lors d'une réunion, l'Assemblée générale de la Fédération des jeunes gardes catholiques a examiné le programme et en a conclu que les sujets qui concernaient l'agriculture et la classe moyenne n'étaient pas davantage développés.

## Organes
Deux universités belges se distinguent de par leur courant. L'Université libre de Bruxelles, fondée en 1834 par Pierre-Théodore Verhaegen, s'oppose à l'Université catholique de Louvain, fondée en 1834 à Malines par des évêques. La création de cette université catholique poussa Théodore Verhaegen, avec l'aide du bourgmestre de Bruxelles et franc-maçon, Nicolas-Jean Rouppe, à créer une université d'un courant libre. Celle-ci avait de nombreux objectifs, notamment celui de répandre la philosophie des Lumières. Le courant des Lumières était opposé au clergé qui était de l'obscurantisme selon eux.

## Évolution
En 1936, le mouvement flamand et le rexisme, qui sont deux autres mouvements politiques qui se développent, connaissent un grand succès et, en contre partie, l'UCB va connaitre une sévère défaite électorale. Le parti catholique est donc tenu en échec et il y a de plus en plus de division au sein de ce dernier. En 1937, sous la pression croissante du mouvement flamand et à la suite de sa défaite électorale de 1936, l’Union catholique belge se réorganise et laisse la place au Bloc catholique / Katholiek Blok (BC/KB). Il est composé de deux partis linguistiquement distincts : le Parti catholique social (PCS) qui est l'aile francophone et le Katholieke Vlaamse Volkspartij (KVV) qui est l'aile flamande. En principe, l'aile francophone ne reconnait que les affiliations individuelles et l'aile flamande conserve l'organisation en "standen" des mouvements LNTC/ACW, AAB/BBB et FNCCM/CLBM uniquement.
En 1945, le PCS et le KVV se réunissent pour former le Parti social-chrétien / Christelijke Volkspartij (PSC/CVP). Malgré le fait qu'il soit organisé en deux ailes linguistiques, c'est un parti unitaire. Néanmoins, les "standen" sont supprimés par le PSC et la philosophie est tournée vers le christianisme et plus le catholicisme. Ce dernier est un parti personnaliste où la personne est la priorité absolue.
Le 18 mai 2002, le Parti social-chrétien / Christelijke Volkspartij devient le Centre humaniste démocrate (CDH), qui est un parti, en principe, déchristianisé. Le CDH est sous la direction de Joëlle Milquet. Benoît Lutgen lui succède, le 1er septembre 2011. Le 26 janvier 2019, Lutgen quitte la présidence du parti et cède sa place à Maxime Prévot. Le 12 mars 2022, le CDH change de nom pour devenir l'actuel parti politique Les Engagés.